# Гадиди
Гадиди (груз. გადიდი) — село в Грузии, на территории Ванского муниципалитета края (мхаре) Имеретия.

## География
Село находится в западной части Грузии, на берегах реки Гелескури (левый приток реки Сулори), на расстоянии приблизительно 4 километров (по прямой) к югу от города Вани, административного центра муниципалитета. Абсолютная высота — 509 метров над уровнем моря.

## Население
По результатам официальной переписи населения 2014 года, в Гадиди проживало 109 человек (54 мужчины и 55 женщин). В национальной структуре населения грузины составляли 100 %.
| Год  | Население, человек |
| ---- | ------------------ |
| 2002 | 252                |
| 2014 | ↘ 109              |